# Mossurize (distrito)
Mossurize é um distrito da província de Manica, em Moçambique, com sede na vila de Espungabera. Tem limite, a norte com o distrito de Sussundenga, a oeste com o Zimbabwe, a sul e leste com o distrito de Machaze e a nordeste com o distrito de Chibabava da província de Sofala.

## Geografia
O distrito tem uma área de 5 785 km² e é caracterizado, na sua topografia, por três zonas:
- Uma zona baixa, com altitudes entre os 150 e os 300 metros, composta por vales largos de rios e sendo uma área de savanas e florestas abertas
- Uma zona central, com altitudes entre os 300 e os 700 metros, que inclui vales mais escarpados, e
- Uma zona alta, com altitudes entre os 700 e os 1000 metros, com planaltos e montanhas como as de Citagonga e  Chipungumbira. Esta zona ocupa a parte mais ocidental do distrito, na fronteira com o Zimbabwe.[1]

O distrito encontra-se na linha do Rifte africano, que desce para sul a partir do Golfo de Adem, sendo, por isso, suceptível a actividade sísmica. O distrito foi abalado por um terramoto de magnitude 7 da escala de Richter em 22 de Fevereiro de 2006, com epicentro na localidade de Chiurairue.

## Clima e hidrografia
O clima do distrito, segundo a classificação de Wladimir Köppen, é do tipo temperado húmido. A precipitação média anual é cerca de 1.501 mm de acordo com os dados da estação meteorológica de Espungabera e a estação chuvosa ocorre principalmente de Outubro a Abril, podendo registar maiores precipitações nos meses de Dezembro e Março.
A evapotranspiração de referência média anual é de cerca de 1.170 mm. As temperaturas médias oscilam à volta de 20ºC e a média mínima de 15ºC.
O distrito possui dois rios importantes de regime permanente, nomeadamente: Rio Búzi e Rio Mossurize, para além de outros rios de importância secundária, tais como os rios Chicambwe, Dacata, Muchenedzi, Zona, Chinyica, Rupice, Mucurumadzi, Lucite, Mavuaze e Mussessa. Existem ainda riachos complementares, afluentes dos rios principais, alguns dos quais de regime temporário.
Em termos de potencialidades hídricas, o Rio Búzi denota condições naturais para a montagem de uma barragem de uma barragem hidroeléctrica.

## Demografia
De acordo com o Censo de 2017, o distrito tem 326 899 habitantes e uma superfície de 5 785 km², daqui resultando uma densidade populacional de 56,5 hab/km².

## Aspectos culturais e linguísticos
O distrito de Mossurize, como qualquer outro distrito em Moçambique, é caracterizado por possuir diversos grupos étnicos, mas os grupos étnicos predominantes são os ndaus,  shona e chidanda. Neste distrito, as línguas mais faladas são ciNdau e português. O ciShona é falado um pouco ao longo da fronteira com o Zimbabwe e o chidanda é falado nas zonas limítrofes com os distritos de Machaze e Chibabava. 
Todas as etnias do distrito são da linhagem patrilinear, geralmente polígamos e exigem o pagamento de lobolo para consumar o casamento.
Por ser de origem bantu, a população deste distrito vive, geralmente em pequenos povoados dirigidos por um chefe que se subordina a um régulo.

## Divisão Administrativa
O distrito está dividido em três postos administrativos, Chiurairue, Dacata e Espungabera, compostos pelas seguintes localidades:
- Posto Administrativo de Chiurairue:
  - Chiurairue-Sede
  - Chicuecuete
  - Chirera
- Posto Administrativo de Dacata:
  - Dacata-Sede
  - Bangonhe
  - Macuvo
  - Mave
- Posto Administrativo de Espungabera:
  - Espungabera-Sede
  - Dibi
  - Matengane

## Locais históricos
O distrito de Mossurize é rico em história. Um dos factos históricos notáveis neste distrito é a existência, até hoje, de vestígios da muralha de pedras e cavernas na margem do rio Mossurize, onde o exército do Rei Ngungunhane e a população dormiam durante a sua passagem pelo distrito. 
- Os principais locais históricos neste distrito são:
  - Chipungumbira;
  - Chicocha;
  - Rupice;
  - Muchiroi;
  - Chimwandombi;
  - Chiuraírue;
  - Mussussu; e
  - Dengueza.